# Thẩm Quốc Phóng
Thẩm Quốc Phóng (giản thể: 沈国放, bính âm: Shěn Guófǎng) (1952 -), người Trường Thục, Giang Tô, ông là cựu Đại sứ Trung Quốc của Liên Hợp Quốc, Phó đại diện, Đại sứ đặc mệnh toàn quyền, Trợ lý Bộ trưởng Bộ Ngoại giao và các vị trí khác trong bộ này.

## Tiểu sử
Ông được sinh ra trong một gia đình công nhân. Năm 1969, sau khi tốt nghiệp trung học ông đã đi đến nông thôn trong thời kỳ Đại nhảy vọt, trong khoảng ba năm này ông đã tự mình học tiếng Anh trong một Học viện. Năm 1971, ông bắt đầu học tiếng Nhật. Năm 1974, do không được giới thiệu việc làm, ông đã viết một lá thư bằng tiếng Nhật gửi cho các giáo sư của Học viện Ngoại ngữ Bắc Kinh, và cuối cùng được vinh dự nhận ra Bắc Kinh. Sau khi tốt nghiệp vào năm 1978, ông được cử đến Bộ Ngoại giao.
Từ 1984-1993, ông từng là trợ lý Ngoại trưởng Trung Quốc. Năm 1993-1998, ông là người phát ngôn Bộ Ngoại giao Trung Quốc, sau đó ông được cử đến Thành phố New Yorek, Hoa Kỳ để nhận nhiệm vụ Phó đại diện tại phái đoàn thường trực của Trung Quốc LHQ, rồi sau được thăng lên Đại sứ. Sau đó ông trở lại Trung Quốc và từng là Trợ lý Bộ trưởng Ngoại giao phụ trách vấn đề quốc tế, văn phòng thông tin, ngoại giao đoàn, cũng phụ trách Ban châu Á trong một thời gian ngắn.
Vào ngày 28 tháng 12 năm 2005, ông đã đột ngột bị miễn nhiệm chức vụ rồi giáng chức (mặc dù vẫn là Bí thư) và được phân xuống công tác tại Nhà xuất bản Tri thức thế giới thuộc Bộ Ngoại giao để làm việc. Ngày 29 tháng 12, phát ngôn viên Bộ Ngoại giao Trung Quốc Tần Cương đã xác nhận điều này.